# Rüstəm Dastanoğlu

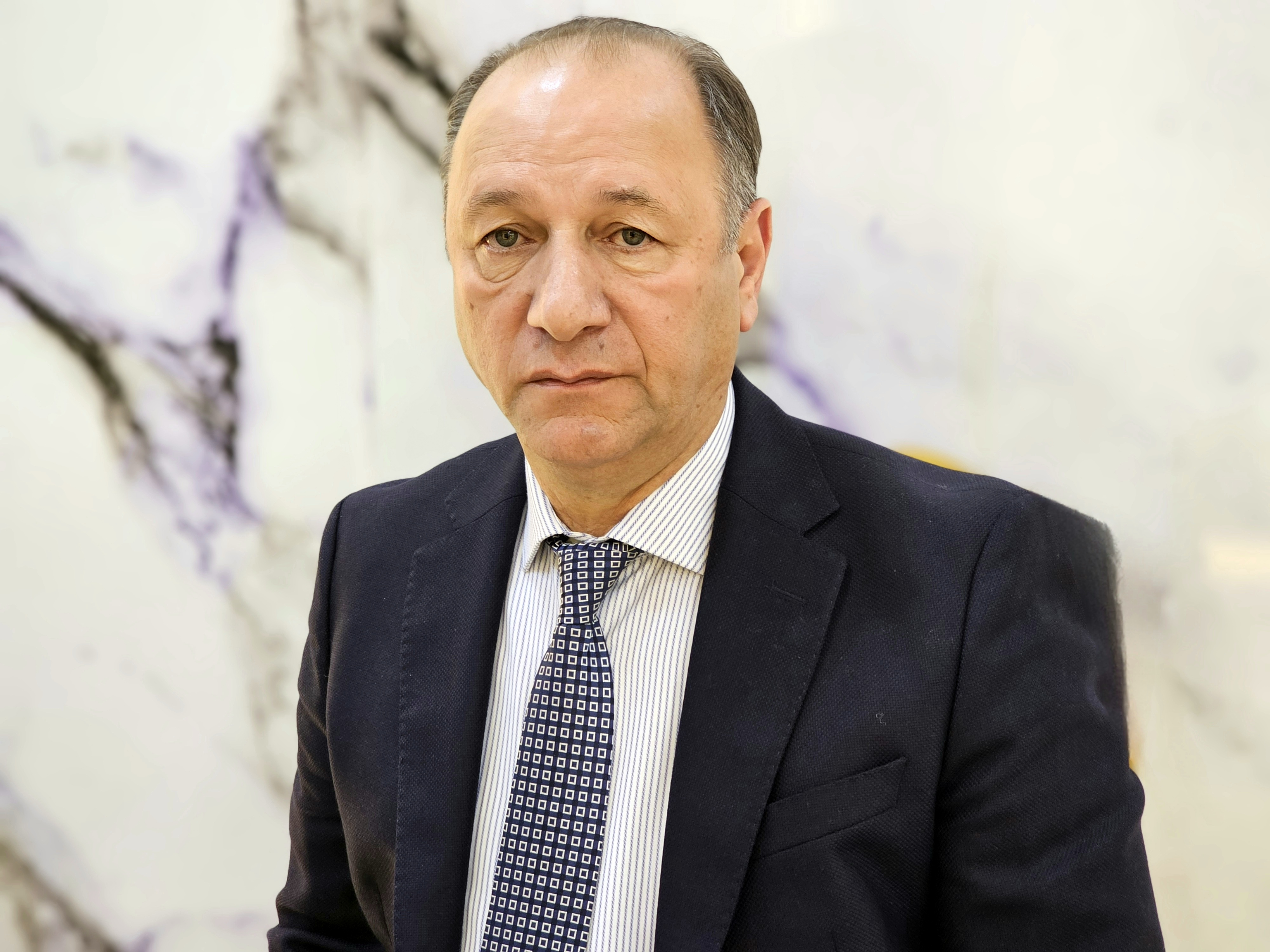
Rüstəm Dastan oğlu (2024)

Rüstəm Dastanoğlu (aserbaidschanisch Rüstəm Dastan oğlu Məmmədov; * 16. November 1960 in Daşkənd) ist ein aserbaidschanischer Schriftsteller und Publizist. Ein Mitglied des aserbaidschanischen Schriftstellerverbandes und Träger der Vagif-Samadoghlu-Medaille.

## Leben
Rustam Dastanoghlu wurde am 16. November 1960 im Dorf Daschkend im Bezirk Basarketschar geboren. Nach seinem Studium an der ländlichen Mittelschule in Daschkend von 1967 bis 1975 setzte er seine Ausbildung am Chemie- und Biologie-Internat unter der Nr. 5 in Baku fort und schloss diese Schule in 1977 ab.
Im Jahr 1978 wurde er in den Studiengang der Atomphysik am Polytechnischen Institut Kiew in der Ukraine aufgenommen und hat er sein Studium 1984 abgeschlossen.
Von 1985 bis 1987 hat er als Ingenieur bei Azerenergy und von 1987 bis 1991 als Abteilungsleiter und stellvertretender Abteilungsleiter in der Bau- und Installationsabteilung Yeni-Baku des staatlichen Bau- und Installationsunternehmens Azerenergy gearbeitet.
Er ist verheiratet und hat vier Kinder.

## Kreativität
Rustam Dastanoghlus journalistische Artikel, Geschichten und Schriften zur Wirtschaftswissenschaft wurden erstmals in den 1980er Jahren in der Presse veröffentlicht.
Er ist Autor des 2012 erschienenen Buches Daschkend und seine Menschen. Das Buch enthält ausführliche Informationen über die Bevölkerung, Geschichte, Ortsnamen und geografische Lage des Dorfes Daschkent im Bezirk Göychä. Am 17. Oktober 2013 wurde die Sendung Gobustan von Kultur TV ausgestrahlt und in dieser Sendung wurde das Buch vorgestellt. In der Sendung äußerte sich Professor Ibrahim Bayramov positiv über das Buch.
Im Dezember 2022 erschien sein Buch Der Schatten meiner Gedanken im Verlag Ganun. Das Buch umfasst 216 Seiten. Das Buch sammelt Geschichten, Essays, journalistische Artikel, Interviews und andere kreative Beispiele des Autors. Der Autor des Vorworts des Buches ist Orkhan Fikretoghlu, der Herausgeber ist Araz Yaquboghlu und die Korrektorin ist Asifa Afandiyeva. Am 4. Februar 2023 fand in der Zentralen Wissenschaftlichen Bibliothek der Aserbaidschanischen Nationalen Akademie der Wissenschaften eine feierliche Präsentation des Buches statt. Die Literaturkritiker Asad Jahangir und Yashar Aliyev berichteten ausführlich über das Buch.
Die im Buch veröffentlichten Geschichten „Sehnsucht nach Einsamkeit“, „Geist des Landes“ und „Weg“ erregten einst großes Interesse bei den aserbaidschanischen Lesern. Insbesondere die Geschichte „Sehnsucht nach Einsamkeit“ wurde in 1989 in der Zeitschrift Uldus veröffentlicht und gewann die Sympathie Tausender Leser.

## Gesellschaftliche Aktivitäten
In den Jahren 1992–1994, den ersten Jahren der Unabhängigkeit, organisierte er die Teilnahme aserbaidschanischer Kulturvertreter an internationalen Festivals in der Türkei.
Er hat als Direktor für die kommerziellen Arbeiten in der Yeni Film Gesellschaft gearbeitet.
Mit der Unterstützung von Rustam Dastanoghlu wurde im Juni 2011 im aserbaidschanischen Fernsehen ein Film über Aschig Haji Goychali gedreht, der im Programm Yurd Yeri ausgestrahlt wurde.
Rustam Dastanoghlu ist der Konzeptautor des 2018 erschienenen abendfüllenden Dokumentarfilms Rückkehr über Imran Gurbanov, einen Militärarzt im Garabagh-Krieg, basierend auf dem Drehbuch von Orkhan Fikretoghlu und unter der Regie von Rufat Asadov.
Im Jahr 2021 wurde mit der Förderung und Idee von Rustam Dastanoghlu Aschig Alasgars Buch Das Licht des Wortes auf Georgisch veröffentlicht. Das Buch wurde als Beitrag zu den Feierlichkeiten zum 200. Jahrestag von Aschiq Alasgar veröffentlicht. Am 6. August 2021 wurde das Buch im Aserbaidschanischen Schriftstellerverband vorgestellt.
Im Jahr 2022 sponserte es ein Lehrbuch mit dem Titel Rheumatologie für die Studierende der Aserbaidschanischen Medizinischen Universität.
Die von Rustam Dastanoghlu gegründete Dastanoglu Foundation organisiert jedes Jahr einen nach Yusif Samadoghlu benannten Prosa-Wettbewerb, und die Gewinner der ersten drei Plätze werden von der Stiftung ausgezeichnet.
Er ist ein Mitglied des aserbaidschanischen Schriftstellerverbandes.

## Auszeichnungen
Am 5. März 2022 wurde ihm die Jubiläumsmedaille „Aschıg Alasgar – 200“ verliehen.
Am 28. Januar 2025 wurde ihm die Vagif-Samadoghlu-Medaille verliehen.